# Gornja Toponica, Niš
Gornja Toponica (izvirno srbsko Горња Топоница) je naselje v Srbiji, ki upravno spada pod Občino Niš; slednja pa je del Niškega upravnega okraja.

## Demografija
V naselju živi 1423 polnoletnih prebivalcev, pri čemer je njihova povprečna starost 46,0 let (45,1 pri moških in 47,3 pri ženskah). Naselje ima 235 gospodinjstev, pri čemer je povprečno število članov na gospodinjstvo 3,06.
To naselje je, glede na rezultate popisa iz leta 2002, večinoma srbsko.
|  |

| Demografija | Demografija     | Demografija     |
| Leto        | Št. prebivalcev | Št. prebivalcev |
| ----------- | --------------- | --------------- |
|             |                 |                 |
|             |                 |                 |
|             |                 |                 |
|             |                 |                 |
| 1948        | 484             |                 |
| 1953        | 1397            |                 |
| 1961        | 742             |                 |
| 1971        | 2081            |                 |
| 1981        | 1534            |                 |
| 1991        | 1311            | 1298            |
| 2002        | 1565            | 1550            |
|             |                 |                 |

| Etnična sestava po popisu iz leta 2002 | Etnična sestava po popisu iz leta 2002 | Etnična sestava po popisu iz leta 2002 | Etnična sestava po popisu iz leta 2002 | Etnična sestava po popisu iz leta 2002 |
| -------------------------------------- | -------------------------------------- | -------------------------------------- | -------------------------------------- | -------------------------------------- |
| Srbi                                   | Srbi                                   |                                        | 1.431                                  | 92,32%                                 |
| Albanci                                | Albanci                                |                                        | 52                                     | 3,35%                                  |
| Romi                                   | Romi                                   |                                        | 20                                     | 1,29%                                  |
| Bolgari                                | Bolgari                                |                                        | 11                                     | 0,70%                                  |
| Muslimani                              | Muslimani                              |                                        | 10                                     | 0,64%                                  |
| Črnogorci                              | Črnogorci                              |                                        | 9                                      | 0,58%                                  |
| Makedonci                              | Makedonci                              |                                        | 7                                      | 0,45%                                  |
| Hrvati                                 | Hrvati                                 |                                        | 1                                      | 0,06%                                  |
| Slovenci                               | Slovenci                               |                                        | 1                                      | 0,06%                                  |
| Neznano                                | Neznano                                |                                        | 3                                      | 0,19%                                  |